# Companhia do Calypso
Companhia do Calypso é uma banda brasileira de calypso, formada em agosto de 2002, na cidade de Belém do Pará.
Ao logo de toda sua carreira, a Companhia vendeu mais de 2 milhões de cópias em todo o Brasil.

## Histórico da banda

### 2002: Início e formação
Em 2002, os irmãos Milson e Mylla Karvalho tentavam sorte no meio musical paraense, logo saíra da cidade de Marabá na qual residiam, para Belém, na intenção de procurar produtores que pudessem produzir e gravar o primeiro disco da banda Quiss, conjunto na qual os dois faziam parte. Após chegarem em Belém e conseguirem gravar o projeto, a dupla tinha a intenção de retornar a Marabá, porém durante o retorno mais precisamente em uma balsa, que fazia a linha entre Belém e Marabá, Mylla avistou um ônibus, mas não um ônibus qualquer, o ônibus da famosa cantora paraense Lenne Bandeira que vinha explodindo nas rádios paraenses naquela época. De imediato Mylla comenta com o irmão, para ele ir falar com Lenne, na esperança de quem sabe ela os atendesse e lá foram eles, Milson e Mylla contaram sua história e a suas tentativas de conquistarem o sucesso, comovida com a força de vontade e o talento dos irmãos, Lenne aceitou ajudar a dupla e os levou para serem empresariados por seu escritório. Em agosto do mesmo ano, Lenne recebeu um convite do experiente produtor musical e empresário pernambucano Ari Karvalho, para fazer parte de uma nova banda de calypso, ritmo paraense derivado do brega e do calypso caribenho que vinha conquistando o Norte e Nordeste do Brasil, logo convidou Mylla a se juntar a ela nos vocais do projeto, ai surgiu a "Companhia do Calypso".

### 2002–2004:Ao Vivo!, Volume 2eAo Vivo Em Recife
Quem completou a formação da Banda foi Charles Cill e logo banda deu início à gravação de seu álbum de estreia Ao Vivo!, lançado pela gravadora Som Livre em dezembro de 2002. No álbum contem sucessos como: "Outro Rapaz", "Sedução", "Mais Um Lance", "Goodbye Amor", "Faltou Coragem" e "Sem Limites", que começaram a ganhar rotação nas rádios regionais brasileiras, o projeto vendeu mais de 200 mil cópias, fazendo com que a banda recebesse o primeiro disco de platina, pela Pro-Música Brasil. Não demorou muito e Charles Cill saiu da Banda, Quem o substituiu foi Robertinho do Pará que também ajudou e muito para que a Banda conquistasse o Brasil.
Depois de alguns meses depois do álbum de estreia, a Companhia do Calypso iniciou a gravação do seu segundo álbum Volume 2 - Ao Vivo em Marabá/PA, Que continha sucessos do primeiro trabalho da banda que mais se destacaram com canções inéditas, lançado em dezembro de 2003 pela gravadora GAL. O projeto gerou seis singles todos com enorme sucesso: "Se Mancol" carro chefe do álbum, "Deusa" e "Impossível Te Amar" que impulsionou as vendas do disco, fazendo a banda se tornar popular em outras regiões do Brasil. Confirmando o sucesso de vendagem alcançado pela banda em seu primeiro álbum, superou as expectativas de mercado no seu segundo CD e atingiu a marca de 340.000 cópias vendidas. O álbum foi certificado duas vezes disco de platina. No ano seguinte, a banda iniciou sua primeira turnê por toda a região Nordeste e Norte do Brasil, gravando em 29 de maio de 2004, durante uma das apresentações da turnê, na cidade de Recife no Cordeiro, o primeiro DVD da banda para cerca de 28 mil pessoas. "Ao Vivo Em Recife" foi lançado em CD e DVD em novembro de 2004, vendendo mais 260 mil cópias em geral e foi certificado duas vezes disco de diamante. Após o lançamento desse projeto não demorou muito para a banda começar a tocar nas rádios de todo o Brasil e se apresentar em programas de televisão. Bordões como: "Alguém me Segure" e "Ao Vivo" também se tornaram marcas registradas e ganharam popularidade entre o público.

### 2005–2007:Vol.3,Ao Vivo Em GoiâniaeVol 6
Em 2005, com sucesso do seu primeiro DVD, a Companhia volta ao estúdios, para a gravação do seu terceiro álbum intitulado Volume 3, com 19 músicas inéditas, foi lançado em 21 de maio de 2005, O primeiro single da obra, "Tchic Bum" explodiu nas paradas de sucesso e tornou-se o single de maior destaque no álbum, tornando-se um clássico exitoso da banda. Outras canções do álbum ganharam destaque nas rádios entre elas: "Bang Bang", "Me Acalma", "Zap Zum", "Não Admito", "Ligação a Cobrar", "Sinfonia de Delírios", "Escrito No Tarô", "Ping Pong", "Peteca", "Só Eu", "Olhar Noturno" e "Amor Bandido". Com a boa repercussão dos singles, o álbum acaba por tornar-se mais um sucesso comercial para a banda, sendo certificado de disco de platina, pelas mais de 600 mil cópias comercializadas, além de aparecer entre um dos álbuns mais vendidos no país, naquele ano. Aproveitando o sucesso do Volume 3, meses depois, Robertinho do Pará anuncia seu desligamento da banda, ele é temporariamente substituído por Flávio Miranda, até que Charles Cill anuncia seu retorno ao vocais do grupo. A banda grava seu segundo DVD, em 17 de dezembro no Goiânia Park Show em Goiânia, Goiás, com cerca de 1 milhão de reais em investimento. Que reuniu um público de mais de 70 mil pessoas, o que causou um enorme congestionamento, o maior e jamais superado de Goiânia.
Em julho de 2006, a Companhia do Calypso lança seu segundo DVD Ao Vivo em Goiânia, o trabalho tornou-se uma marco na história da banda, e chamou atenção do público pelas performances e coreografias. O projeto marcou outro sucesso na carreira da banda, sendo certificado de disco de platina, pelas mais de 200 mil cópias vendidas. Em fevereiro de 2007, chega às lojas o sexto álbum de carreira da banda, Volume 6 - O Furacão do Brasil, com 17 músicas inéditas, sendo o último trabalho de Lenne Bandeira na banda, cujo lançamento ocorreu no programa Domingo Legal do SBT, onde as vocalistas do grupo, chegaram a sede da emissora de helicóptero, sendo recebidas pelo apresentador Gugu Liberato que enalteceu o sucesso que a banda estava obtendo em todo Brasil. Quatro singles oficiais foram lançados a partir da obra, "Tum Tarará" foi o primeiro liberado, obtendo enorme destaque nas rádios, além de: "Zig Now", "Guitarrada" e "É Amor".

### 2007–2009: Saída deLenneeMyllae nova formação
Em junho de 2007, após quatro anos a frente dos vocais da Companhia, Lenne Bandeira anunciou sua saída, para dedicar-se a outros projetos profissionais. Mylla Karvalho e Charles Cill ganharam parceiros na formação, Allan Clistenes e Simara Pires, conhecida pelo seu trabalho na banda de forró Limão com Mel. Para marcar a nova formação da banda, em 20 de dezembro do mesmo ano, é lançado o álbum "Companhia", quatro singles oficiais foram lançados a partir do álbum: "É Fogo", "Carro de Apaixonado",
"Zac Zum", e "DJ", maiores sucessos do álbum, que serviram como base para o repertório do terceiro DVD da banda gravado 31 de Dezembro de 2007, em Teresina no Piauí, para um público de mais de 50 mil pessoas.
Em Janeiro de 2008 a banda iniciava uma super turnê pelo Sudeste do Brasil. Logo após essa turnê, toda a banda entraria de férias. Porém, para a surpresa de todos os fãs veio uma triste notícia: Mylla Karvalho anuncia que estava deixado a banda, porém, ela negou desavenças com empresários ou algum membro da banda, segundo ela, sua continuidade no projeto ia contra os princípios da sua nova religião, e por conta dessa incompatibilidade ela decidiu abandonar a carreira na secular para dedicar-se a carreira na música gospel.
| “                               | Precisei abrir mão de cantar na Companhia do Calypso, pois eu não conseguia estar perto de Deus enquanto estava lá. Isso é muito pessoal, foi uma decisão minha, sei que existem pessoas que aceitam Jesus e continuam cantando em bandas seculares. Não foi o meu caso, eu não me sentia a vontade para servir a Deus e continuar cantando na banda. | ” |
| — Mylla justificando sua saída. | |   |

Depois dessa grande surpresa a banda seguiu sua agenda normalmente e o lançamento do 3° DVD "Ao Vivo Em Teresina" em março de 2008. Porém para a surpresa do fãs, o álbum foi lançado reeditado, para corte de algumas músicas interpretadas por Mylla. Ainda Em 2008, passou pela banda a cantora Rose Salles, que já havia trabalhando em outras bandas do ritmo Calypso, apesar de fazer alguns shows nos vocais da Companhia, Rose preferiu não prosseguir no projeto. Enquanto isso, a Companhia prosseguiu apenas como um trio, mesmo sofrendo preconceito em algumas apresentações, por não ter mais Mylla nos vocais. Em 2009, a Companhia gravou um álbum promocional com regravações dos maiores sucessos da carreira, utilizado para a divulgação da nova imagem da banda, sendo interpretadas por Simara, Allan e Charles. No mesmo ano Manu Rocha (que mais tarde viria a ser conhecida como Manu Bahtidão), realiza algumas apresentações, como vocalista, ganhando a torcida do fãs para que viesse a ser de fato a substituta de Mylla, porém por divergências com o empresário, a cantora acabou não sendo contratada. Ainda no mesmo ano, foi finalmente anunciada a nova contratação feminina: a escolhida foi a pernambucana Dayse Santana, que fazia parte de uma banda  de forró, com a entrada de Dayse, em 21 de novembro do mesmo ano, foi lançado o álbum ao vivo intitulado "Vol. 8", com "setlist" formada por diversos "hits" da carreira e músicas inéditas, o álbum contém uma sonoridade mais diversificada, transitando entre o forró, sertanejo e o tecnomelody. "Metralhada", interpretada por Simara Pires, foi o single de maior destaque do álbum.

### 2010–2013:Ao Vivo Em Maceió,Vol. 10, Vol. 11 e10 Anos
Em outubro de 2010, Charles Cill anuncia seu segundo desligamento da banda, então a Companhia retorna a ser um trio e anuncia um novo projeto, a gravação do seu 4° DVD, que foi gravado em Maceió capital do Alagoas, em 20 de novembro. Foi nele o lançamento da nova formação da banda que despertou várias críticas dos fãs antigos. Esta apresentação gerou o 4° DVD ao vivo, intitulado "Ao Vivo Em Maceió", lançado em janeiro de 2011. O projeto ganhou destaque com as canções inéditas como: "Calypoeira", "Dois Chorões" e "Chá de Cadeira", que mostraram para o grande público que a banda não havia acabado como especulado.
Em 25 de agosto de 2011, chegou às lojas o décimo álbum de estúdio da banda, o "Vol. 10", A obra traz bastante ousadia em termos de sonoridade diversificada, acionando um sertanejo romântico na faixa: "Que Amor é Esse?". Entre os "singles", tiveram como foco de promoção do álbum, as canções: "Babaca" e "Me Dá, Me Dá". Depois de um tempo Simara Pires viu que sua missão na banda foi cumprida e desligou-se da Companhia. Praticamente todos os seguidores da banda ficaram imensamente tristes.
Em 2012 a banda completava "10 Anos", e quem chegou para reforçar foi Michele Andrade. Na companhia de Allan, que em seguida, optou por seguir outros objetivos profissionais e anunciou sua saída. Para substituí-lo o retorno Charles Cill aos vocais da banda foi anunciado. Em sua curta passagem pela Companhia, Michelle participou da gravação do álbum "Vol. 11", lançado em 22 de maio, o álbum contém dezesseis faixas, e possui nove regravações de algumas canções do álbum anterior, incluindo o hits singles do álbum: "Trilouca", "Eu Quero Bis" e "Se Eu Pegar Você Eu Rá". Meses depois, Michelle preferiu se desligar do projeto, e o álbum ganhou um novo relançamento, com as faixas interpretadas pela cantora, sendo regravas por Dayse. Em 2013, a banda comemorou os 10 anos de carreira com a gravação de seu quinto DVD Ao Vivo em Aracaju, Sergipe, embora o pouco público presente, Dayse e Charles fizeram com que a Companhia do Calypso desse um show naquela noite em Aracaju. Lançado em CD e DVD em 7 de junho de 2013, inclui seus maiores hits, além do "single" inédito: "Danoninho".

### 2014–2016:Novo Balanço
Em 2014 a Companhia do Calypso parecia viver um de seus piores momentos. A banda de uma hora para outra fazia a maioria dos seus shows em Pernambuco, Por mês eram 10, alguns meses sem nenhum show, e para a angústia de todos em Dezembro, Dayse se desligou da banda para seguir a carreira solo. Em 2015 Ari Karvalho, empresário da companhia, anunciou a contratação de duas cantoras para integrarem os vocais da banda, Náguia Brasil e Nira Duarte, ambas até que se esforçaram mas logo anunciaram sua respectivas saídas. Depois de não conseguir seu objetivo sozinha, Dayse voltou a Companhia, gravou um novo álbum de estúdio ao lado de Charles intitulado: "Novo Balanço - Vol.13" lançado em 13 de julho, apresenta muitos diferenciais marcando um afastamento do ritmo  calypso, dos discos anteriores, apostando no sertanejo e na bachata, que bateu recordes de downloads na internet, cerca de 40 mil pessoas já baixaram o CD. Em 2016, Charles Cill se desliga da banda pra seguir carreira solo.[carece de fontes?]

### 2018–presente: A nova formação com Fênix Ribeiro e Paulinha Miranda

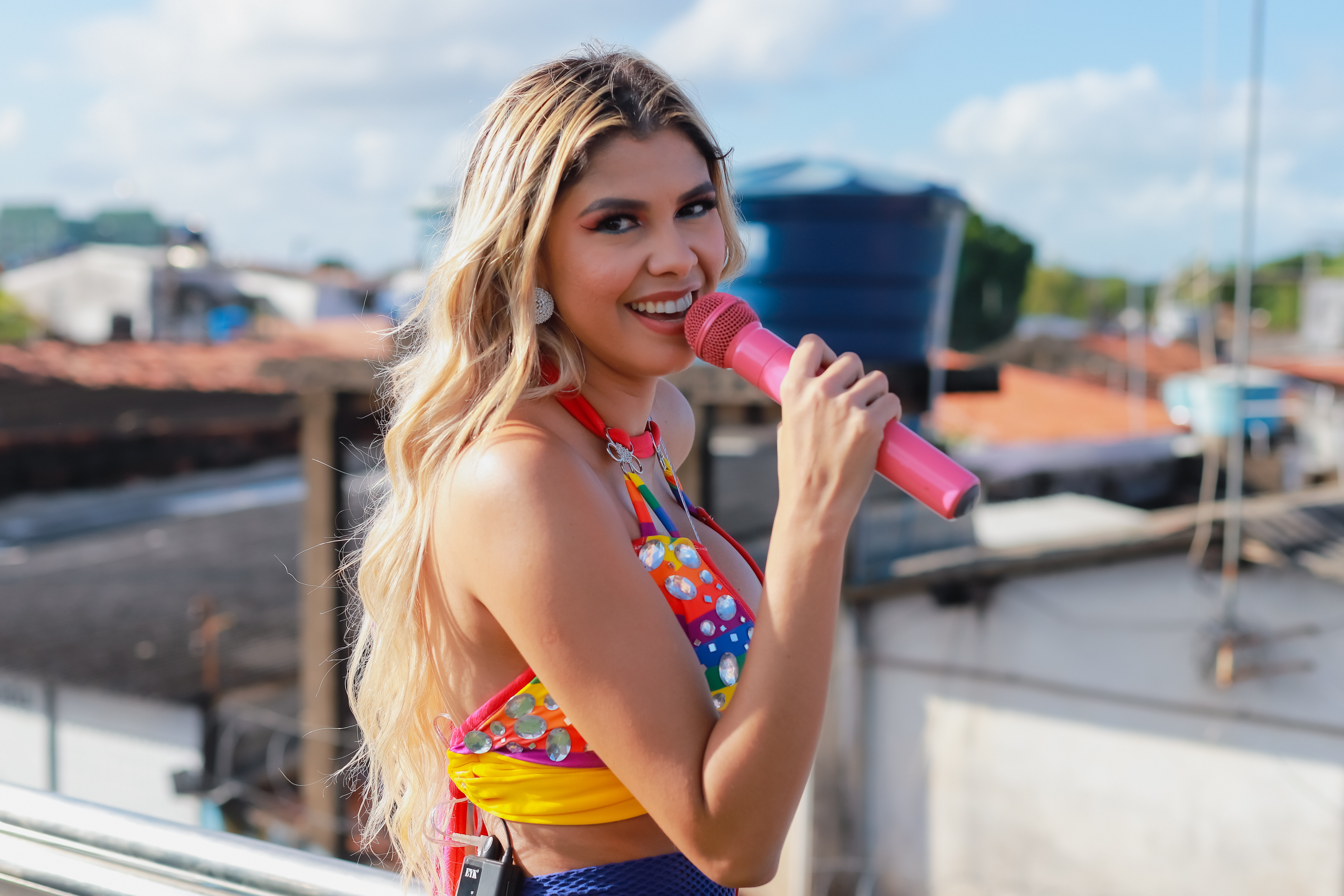
Paulinha Miranda

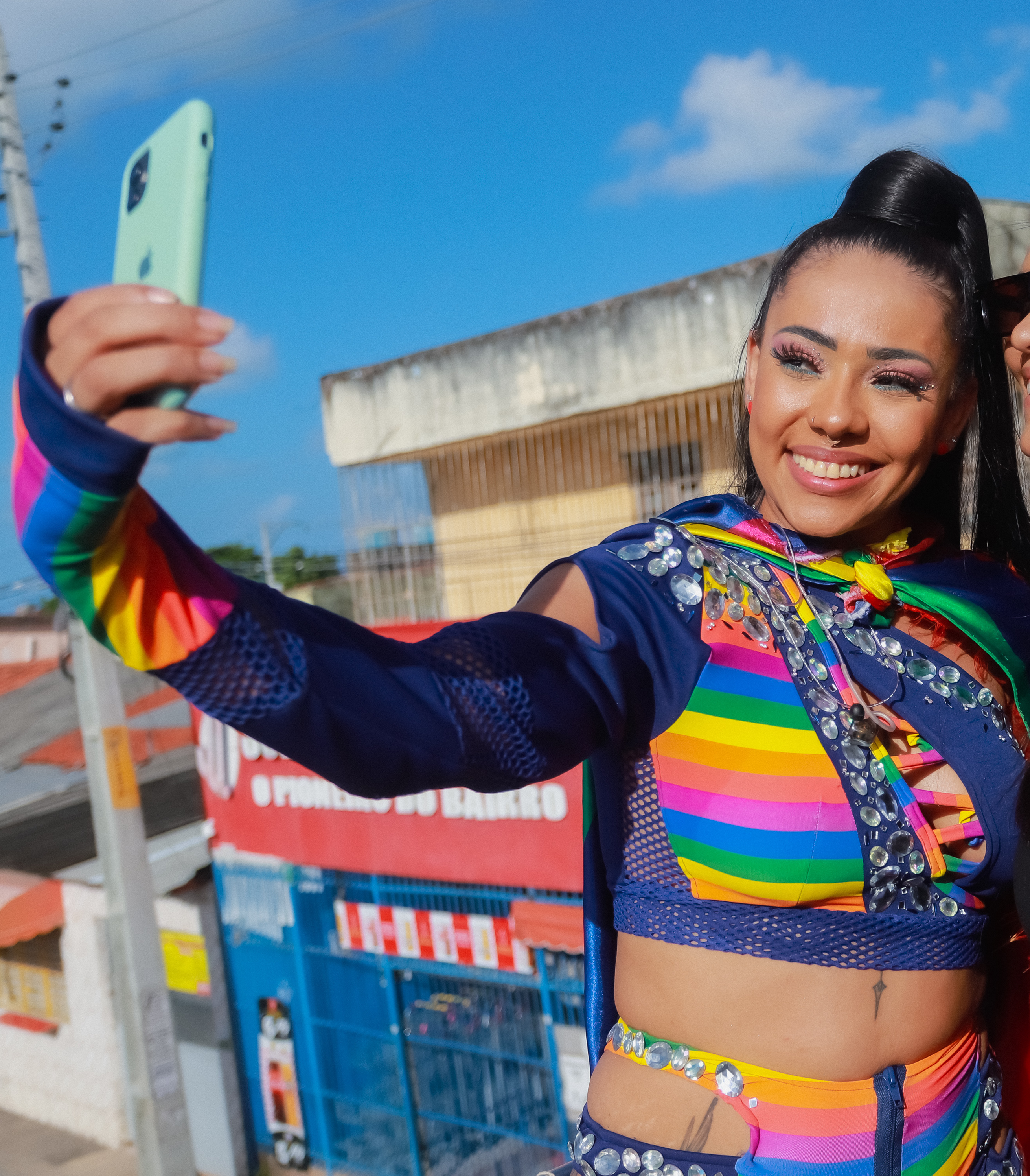
Fênix Ribeiro

Em 2018, a Companhia gravou o primeiro videoclipe de sua carreira intitulado "Flores", sendo lançado no canal do site Sua Música no YouTube, em 5 de janeiro. Além da contratação de uma nova voz masculina nos vocais da banda: Ronny Verssalys, e o lançamento de um novo álbum promocional, que foi lançado em 30 de abril. Porém, no final de setembro, alguns boatos sugeriram nos bastidores da banda, que após 10 anos a frente dos vocais da Companhia, Dayse estava se desligando do projeto, por divergências com os empresários, a notícia de seu desligamento veio a se confirmar em 5 de outubro, onde a cantora confirmou seu desligamento oficial através das suas redes sociais. Alguns meses após a saída da cantora Dayse Santana, surgiram rumores de possíveis contratações de novas vocalistas, como a Piauiense, Mara Rodrigues, a Paraense e então vocalista da Banda "Caferana Pop" Fênix Ribeiro e outros nomes de cantoras surgiram em torno desse boato. Mas somente no em Novembro de 2018 foi oficializada a nova formação da banda, a cantora escolhida, que ao lado de Ronny, a nova formação da Companhia, será a cantora paraense Fênix Ribeiro. Em março de 2019, Ronny anuncia seu desligamento da banda. Em 16 de maio de 2019 em meio aos ensaios para shows o cantor Chuck Rodrigues ex-vocalista da "Banda Kassikó", mesmo sem ser anunciado oficialmente inicia os seus trabalhos na banda, ficando internamente até o fim de agosto do mesmo ano. Em setembro de 2019, Chuck se retira da companhia e Fênix Ribeiro segura as pontas sozinha, até que é anunciada a nova vocalista, Paulinha Miranda, ex-integrante da "Banda Fruto Sensual". Para marcar a estreia da nova loira nos palcos da companhia, a nova formação logo faz um show em Belém do Pará, trazendo músicas do repertório antigo da banda, as quais já haviam sido "esquecidas", e para surpresa de muitos, a companhia deu um verdadeiro show após anos em um pequeno declínio, com direito a um ballet arrasador, performances de arrancar lágrimas dos olhos e voltando com uma força esmagadora a essência do verdadeiro calypso.
Em abril de 2020 foi anunciada a terceira vocalista que viria para somar com Fênix e Paulinha, mas seu lançamento foi adiado por conta da pandemia do novo Coronavírus.
Em 15 de agosto de 2020, a paraense Thamires Nascimento foi lançada no YouTube durante a segunda live da banda. Thamires estava mantida em sigilo até a data de seu lançamento oficial, mesmo muitos fãs já sabendo a verdadeira identidade da mesma. Ela que veio para formar o Novo Trio da Companhia do Calypso que pela primeira vez em 18 anos seria Totalmente Feminino. Em 11 de novembro de 2020, com apenas 3 meses na banda, Thamires anunciou por meio da rede social Instagram o seu desligamento da banda, sem deixar claro o real motivo da sua decisão. Especulações apontaram um desentendimento com a produção da banda.
As belas Fênix Ribeiro e Paulinha Miranda, ambas paraenses, formam a frente atual da banda prometendo muitas novidades daqui para frente.

## Discografia

### Álbuns de estúdio
- 2006: O Furacão do Brasil, vol. 6
- 2011: Companhia do Calypso, vol. 10
- 2012: Companhia do Calypso, vol. 11
- 2015: Novo Balanço, vol. 13
- 2018: Quem Te Falou?, vol. 14

### Álbuns ao vivo
- 2002: Ao Vivo!
- 2003: Ao Vivo!, vol. 2
- 2004: Ao Vivo em Recife
- 2005: Ao Vivo, vol. 3
- 2006: Ao Vivo em Goiânia
- 2007: Ao Vivo, vol. 7
- 2008: Ao Vivo em Teresina
- 2009: Ao Vivo em Recife, vol. 8
- 2011: Ao Vivo em Maceió
- 2013: 10 Anos – Ao Vivo em Aracaju
- 2023: Pra Multiplicar Seu Choro

### Álbuns promocionais
- 2008: Ao Vivo em Boa Vista
- 2009: Promocional Duplo
- 2012: Ao Vivo em Recife
- 2014: Ao Vivo em Abreu e Lima
- 2019: Ao Vivo em São Luís
- 2022: Ao Vivo em Boa Vista

### EPs
- 2017: A Companhia é Pressão
- 2017: Truques
- 2019: Parará
- 2021: #TBTdaCompanhia
- 2023: EP Tecno Melody